# Amir Khan (Boxer)
Amir Iqbal Khan (* 8. Dezember 1986 in Bolton, England) ist ein britischer Boxer pakistanischer Abstammung und ehemaliger Superweltmeister der WBA und ehemaliger Weltmeister der IBF im Halbweltergewicht. 
Er wurde mit 22 Jahren und 7 Monaten der bis dahin drittjüngste britische Profiweltmeister hinter Naseem Hamed (21 Jahre 7 Monate) und Herbie Hide (22 Jahre 6 Monate). Gegenüber Naseem Hamed, mit dem er oft verglichen wird, ist er sehr viel zurückhaltender im öffentlichen Auftreten.

## Amateurkarriere
Amir Khan gewann 2003 die Kadetten-Europameisterschaften in Litauen und die Schüler-Europameisterschaften in Italien. Er gewann dabei jeden seiner sieben Kämpfe, darunter gegen Victor Cotiujanschi und Balázs Bácskai. 2004 sicherte er sich zudem die Goldmedaille bei den Junioren-Weltmeisterschaften in Südkorea, wobei er unter anderem Yordenis Ugás und Alexis Vastine bezwang. Darüber hinaus gewann er die europäische Olympiaqualifikation in Bulgarien.
Er startete daraufhin mit erst 17 Jahren bei den Olympischen Spielen 2004 in Athen und wurde jüngster britischer Medaillengewinner, als er erst im Finale gegen Mario Kindelán unterlag und somit die Silbermedaille erhielt. Zuvor hatte er Marios Kaperonis, Dimitar Schtiljanow, Baik Jong-Sub und Serik Jeleuow geschlagen. Mario Kindelán besiegte er jedoch 2005 bei einem Länderkampf in England.
Entgegen seinen früheren Äußerungen, bis zu den Olympischen Spielen 2008 Amateur zu bleiben, wurde Khan doch schon im Jahre 2005 im Alter von 18 Jahren Profi.

## Profikarriere
Er unterschrieb beim britischen Promoter Frank Warren und wurde von Oliver Harrison trainiert. Er gewann sein Debüt am 16. Juli 2005. Als Vorteil galten seine enorme Schnelligkeit und Boxtechnik, als Nachteil seine Nehmerfähigkeiten, die ihm den Ruf eines Glaskinns einbrachten. Er gewann bis 2008 jeden seiner 18 Kämpfe, davon 14 vorzeitig, und wurde dabei Commonwealth-Champion und Interkonti-Champion der WBO im Leichtgewicht. Gegen Rachid Drilzane wurde er jedoch im Dezember 2006 angezählt und auch gegen Willie Limond war er im Juli 2007 am Boden.
Im September 2008 verlor Khan durch Knockout in der ersten Runde gegen den Kolumbianer Breidis Prescott. Der Kampf hatte nur 54 Sekunden gedauert und brachte Khan Freddie Roach als neuen Trainer. In seinem nächsten Kampf besiegte er zwar Oisin Fagan durch technischen Knockout in der zweiten Runde, dieser hatte jedoch seit der ersten Runde mit gebrochenem Knöchel gekämpft.
Im März 2009 gewann er durch Auswertung der Punktezettel gegen Marco Barrera. Der Ringrichter hatte auf Anraten des Ringarztes den Kampf in der fünften Runde abgebrochen, nachdem Barrera durch einen Zusammenprall mit den Köpfen, eine Cutverletzung erlitten hatte.
Am 18. Juli 2009 boxte er in Manchester um den WBA-Weltmeistertitel im Halbweltergewicht und besiegte dabei den Ukrainer Andreas Kotelnik einstimmig nach Punkten. Kotelnik war zu diesem Zeitpunkt auf Rang 5 der Weltrangliste des Ring Magazins geführt und bestritt gegen Khan seine bereits dritte Titelverteidigung.
In seiner ersten Titelverteidigung konnte er den ungeschlagenen Ukrainer Dmitry Salita (Bilanz: 30-0) nach drei Niederschlägen in der ersten Runde besiegen und gewann in seinem US-Debüt auch seine zweite Titelverteidigung durch Ringrichterabbruch in der elften Runde gegen Paul Malignaggi, wobei er den Kampf deutlich dominiert hatte.
Am 11. Dezember 2010 kämpfte er in Las Vegas gegen Marcos Maidana und gewann einstimmig nach Punkten. Khan dominierte auch hier das anfängliche Geschehen, wobei er Maidana in der ersten Runde auch am Boden hatte. Ab der zehnten Runde gewann jedoch Maidana die Oberhand und brachte Khan an den Rand eines Knockouts, dieser konnte sich jedoch mit seinem Punktevorsprung über die Runden retten. Das Duell wurde von der BWAA zum Kampf des Jahres gewählt.
Seine vierte Titelverteidigung gewann er im April 2011 gegen den unbesiegten Briten Paul McCloskey (22-0). Wie schon im Kampf gegen Barrera, hatte eine Cutverletzung bei McCloskey durch einen Kopfzusammenstoß beider Sportler, zu einem vorzeitigen Kampfabbruch und zur Auswertung der Punktezettel nach der sechsten Runde geführt.
Am 23. Juli 2011 gewann Khan in Las Vegas zusätzlich den IBF-Weltmeistertitel durch einen Knockout in der fünften Runde gegen Zab Judah, welcher den entscheidenden Schlag in die Gürtelgegend anschließend erfolglos als Tiefschlag deklariert hatte. 
Am 10. Dezember 2011 kam es in Washington, D.C. zu einem skandalösen Kampf zwischen Amir Khan und Lamont Peterson. Khan stand seit 2010 bei Golden Boy Promotions von Óscar de la Hoya unter Vertrag und wurde auf Platz 1 der Weltrangliste des Ring Magazine geführt. Peterson galt als 10:1-Außenseiter und wurde vom Ring Magazine auf Platz 6 geführt. Schon in der ersten Runde war Peterson zweimal am Boden, wobei nur einer der Niederschläge gewertet wurde. Khan erhielt in den Runden 7 und 12 jeweils Punktabzüge wegen Wegstoßens des Gegners, eine eher unübliche Entscheidung. Zudem sollen Punktemanipulationen stattgefunden haben. Eine Person mit IBF-Ausweis hatte während des Kampfes Einsicht auf die Punktezettel genommen und sich mit einem der Punktrichter unterhalten, was einen klaren Regelverstoß darstellt. Peterson wurde am Ende zum Sieger durch geteilte Punktentscheidung ernannt. Aufgrund der Einsprüche von Golden Boy Promotions setzte die WBA im Januar 2012 einen Rückkampf an. Der Einspruch bei der IBF wurde mangels Erfolgsaussichten zurückgezogen. Der Kampf kam jedoch nicht zu Stande, da Peterson bei einem Dopingtest im Mai 2012 positiv auf eine verbotene Substanz getestet worden war. Khan wurde daraufhin von der WBA erneut zum Weltmeister ernannt. Der IBF-Titel blieb bei Peterson.
Am 14. Juli 2012 verlor Khan durch technischen Knockout in der vierten Runde gegen WBC-Weltmeister Danny García. Khan hatte bis zur zweiten Runde den Kampf beherrscht und García eine Cutverletzung am rechten Auge zugefügt, ehe er in der dritten Runde schwer zu Boden ging. Er rettete sich zwar schwer angeschlagen in die vierte Runde, ging dort jedoch erneut zweimal zu Boden und wurde von Ringrichter Kenny Bayless aus dem Kampf genommen.
Unter seinem neuen Trainer Virgil Hunter besiegte er im Dezember 2012 Carlos Molina (17-0) und im April 2013 Julio Díaz, wobei er jedoch erneut am Boden war. Im Mai 2014 gewann Khan Überlegen gegen Luis Collazo und hatte seinen Kontrahenten auch dreimal am Boden. Zwei weitere einstimmige Punktsiege erreichte er anschließend gegen Devon Alexander und Chris Algieri.
Am 7. Mai 2016 erhielt Khan eine erneute Weltmeisterschaftschance in Las Vegas, verlor jedoch beim Kampf um den WBC-Titel im Mittelgewicht durch Knockout in der sechsten Runde gegen Saúl Álvarez. Seinen nächsten Kampf bestritt er erst im April 2018 gegen den Kanadier Phil Lo Greco (28-3) und gewann vorzeitig in der ersten Runde. Im September 2018 besiegte er zudem Samuel Vargas (29-3) einstimmig nach Punkten.
Am 20. April 2019 boxte er gegen Terence Crawford um die WBO-Weltmeisterschaft im Weltergewicht, verlor jedoch durch TKO in der sechsten Runde. Im Juli 2019 besiegte er den Australier Billy Dib.
Seinen nächsten Kampf verlor er am 19. Februar 2022 durch TKO in der sechsten Runde gegen Kell Brook. Der anschließende Dopingtest war allerdings positiv auf das Ostarin. Khan wurde für zwei Jahre gesperrt.